# Delicious

El logo de Delicious

Delicious (antiguamente del.icio.us, pronunciado en inglés dilíshes [dɪˈlɪʃəs], significa en español delicioso) fue un servicio de gestión de marcadores sociales en web. Permitía agregar los marcadores que típicamente se guardan en los navegadores y categorizarlos con un sistema de etiquetado denominado folcsonomías (tags). No solo podía almacenar enlaces a sitios webs, sino que también permitía compartirlos con otros usuarios de del.icio.us y determinar cuántos tenían un determinado enlace guardado en sus marcadores.
Tenía una interfaz sencilla que utilizaba HTML muy simple y un sistema de URLs legible. Además, poseía un flexible servicio de sindicación web mediante RSS y una API que permitía hacer rápidamente aplicaciones que trabajasen con del.icio.us.

## Historia
El servicio comenzó a funcionar en el año 2003, mantenido principalmente por Joshua Schachter y con el soporte de Memepool. El 9 de diciembre de 2005 fue adquirido por Yahoo!. La empresa decide mantenerlo independiente y por eso lanza Yahoo! Marcadores, usando la API para importar enlaces desde Delicious (aunque no al revés).
En julio de 2009 se lanzó la versión 2.0, la cual introdujo importantes modificaciones como el cambio de nombre o una nueva interfaz.
En diciembre de 2010, Yahoo! dio a conocer que el servicio sería puesto a la venta. Finalmente, el 27 de abril de 2011 es vendido a AVOS, la compañía de Chad Hurley y Steve Chen, fundadores de YouTube.
Posteriormente, fue vendido a Science Inc en mayo de 2014, y vendida de nuevo a Delicious Media en 2016. El 1 de junio de  2017,  Pinboard adquirió Delicious, y el servicio de gestión de marcadores desapareció para dar paso al servicio de pago por suscripción Pinboard's. Desde agosto de 2019, el sitio permanece inactivo. 